# Clemensia cernitis
Clemensia cernitis là một loài bướm đêm thuộc phân họ Arctiinae, họ Erebidae.